# Kościół św. Jerzego w Mściszowie
Kościół św. Jerzego w Mściszowie – ruina rzymskokatolickiego kościoła parafialnego zlokalizowana w Mściszowie (powiat lubański, województwo dolnośląskie). Do rejestru zabytków wpisany został 25 stycznia 1966 pod numerem 421/1490.

## Historia
Pierwsza, murowana świątynia powstała w tej lokalizacji najprawdopodobniej w 1501 (z tego roku pochodził ołtarz główny), a być może wcześniej. Kościół przebudowano znacząco w XVII wieku, a potem w 1715. Został zniszczony w 1945 i następnie zabezpieczony jako trwała ruina.

## Otoczenie
Na teren przykościelny otoczony murem, prowadzi wejście przez budynek bramny. Kościół otoczony jest cmentarzem, na którym znajduje się m.in. jedyna płyta zachowana z okresu niemieckiego (upamiętnia Hedwig Scholz, ur. 21 lipca 1810, zm. 27 lutego 1887). Na terenie tym stoją też trzy krzyże pokutne: jeden osobno (XIV - XVI wiek z wizerunkiem miecza, wskazującym, że został ustawiony przez zabójcę posługującego się tą bronią) i dwa obok siebie, przy murze (XIV - XVI wiek, w tym jeden z wyobrażeniem miecza). Przy budynku bramnym stoi metalowy krzyż upamiętniający Jubileusz 2000 lat chrześcijaństwa.

## Galeria

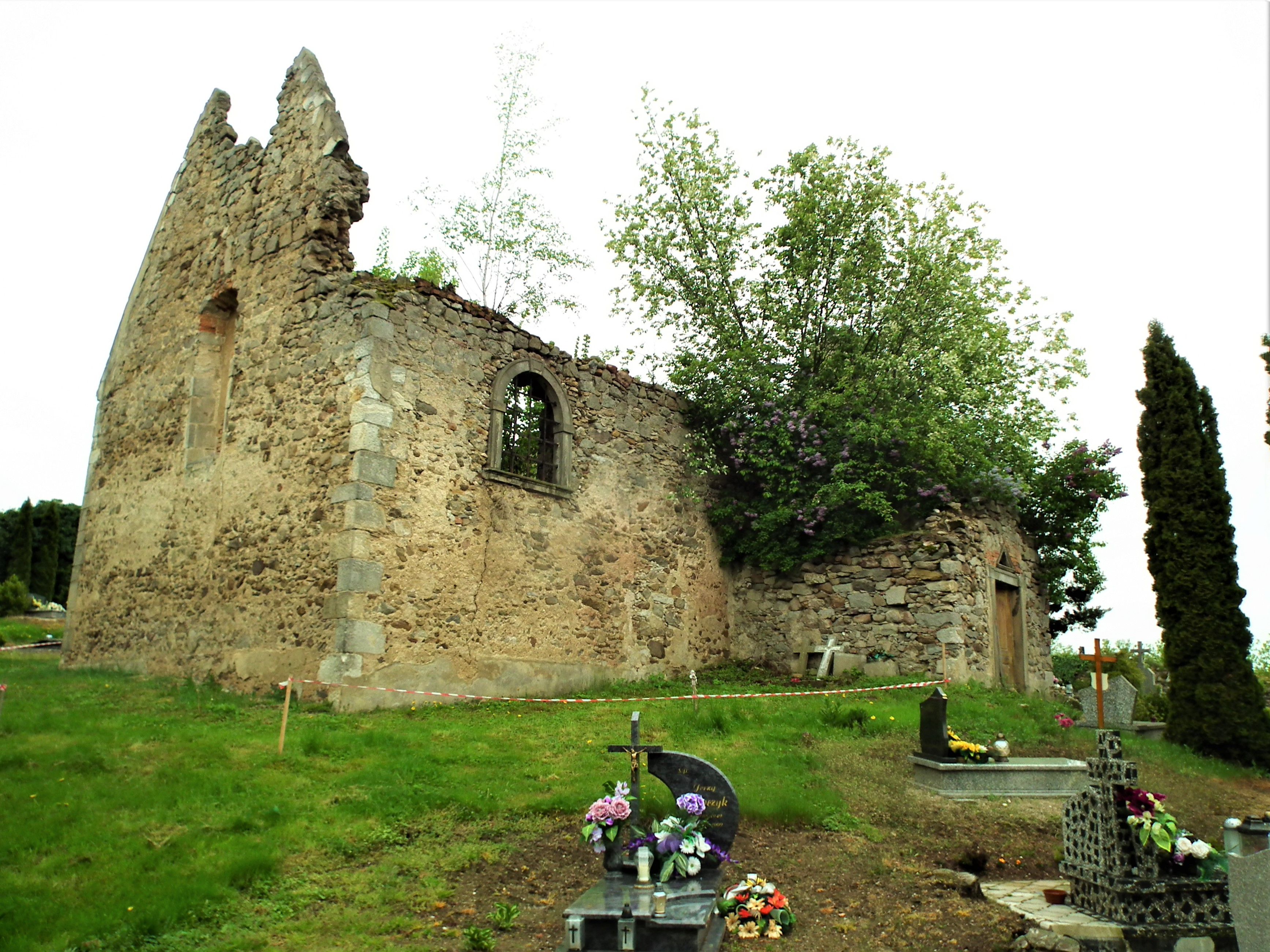
Widok od strony kruchty
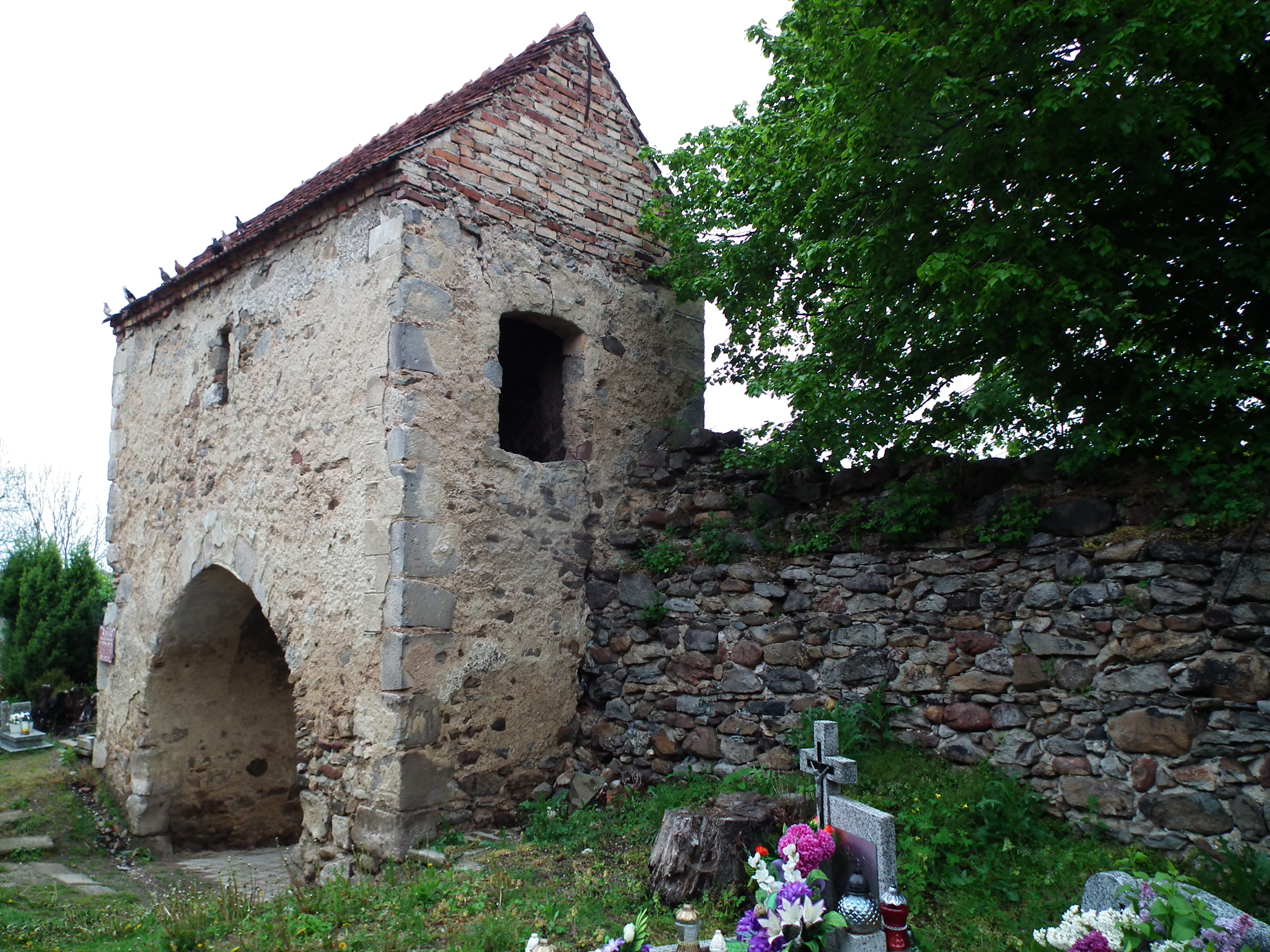
Budynek bramny od zewnątrz
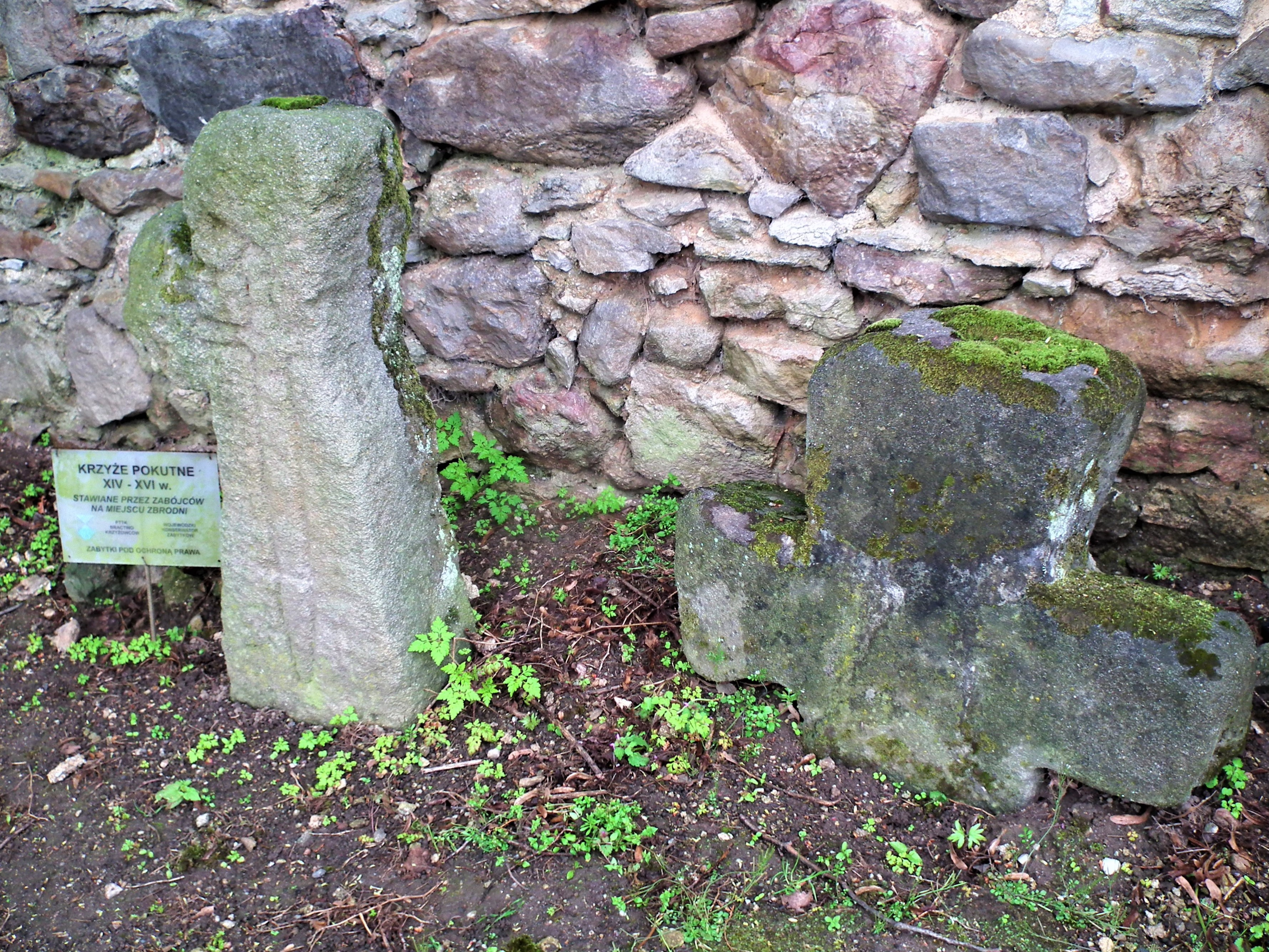
Krzyże pokutne